# Provincia de Iténez
La provincia de Iténez es una provincia del departamento del Beni, Bolivia, con capital en la localidad de Magdalena. Se encuentra al este del departamento y cuenta con una superficie de 36.576 km² siendo una de las más grandes a nivel nacional, una población de 21.453 habitantes (INE 2012) y una densidad de 0,59 hab/km² siendo una de las más bajas a nivel nacional.
Anteriormente, la provincia era denominada Magdalena. Mediante la ley del 13 de octubre de 1891, durante el gobierno de Aniceto Arce, se cambió el nombre de la provincia a Iténez.

## Biodiversidad
La provincia de Iténez es especialmente rica en paisajes amazónicos donde se puede hacer turismo de aventura, ecológico, pesca y en especial la observación de aves únicas en el planeta. 
En especial, la parte del río Iténez se ha convertido en un excelente lugar para el estudio, conservación y observación del delfín boliviano o también llamado "Bufeo", el cual es endémico de la Amazonía boliviana.

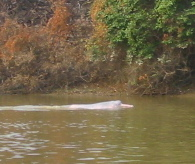
Bufeo.

El hecho de ser parte de la gran Amazonia continental otorga a la provincia Iténez una gran biodiversidad y un paisaje natural envidiable donde se alberga una gran cantidad de especies de flora y fauna, muchas de ellas solo existentes en esta región, siendo la provincia Iténez una de las que más aporta a la riqueza ecológica de Bolivia, así también posee el parque ecológico: "La Reserva Natural de Inmovilización Iténez". En el este de la provincia se encuentra una pequeña parte del parque nacional Noel Kempff Mercado, creado en 1979.

## Geografía
La provincia de Iténez ocupa la parte más oriental del departamento del Beni, al noreste de Bolivia. Limita al oeste con la provincia de Mamoré, al suroeste con la provincia de Cercado, al sureste con las provincias de Guarayos, Ñuflo de Chaves y Velasco, estas tres en el departamento de Santa Cruz, y al norte con el estado de Rondonia de la República Federativa del Brasil.
En la provincia se distinguen tres zonas fisiográficas: el Escudo Precámbrico, ondulado amazónico y la llanura beniana. La geografía de Iténez es variada, con terrenos planos y de suave a moderadamente ondulados en el Escudo Precámbrico y el ondulado amazónico, con depresiones que presentan inundaciones estacionales a prolongadas.

## Demografía
De acuerdo con el censo boliviano de 2024, la población de la provincia de Iténez es de 23 961 habitantes.
La población de la provincia ha aumentado casi a la mitad en las últimas tres décadas:
| Año  | Habitantes | Fuente |
| ---- | ---------- | ------ |
| 1992 | 16,300     | Censo  |
| 2001 | 18.878     | Censo  |
| 2012 | 21.453     | Censo  |
| 2024 | 23.961     | Censo  |

## Economía
La provincia de Iténez cuenta con grandes extensiones de árboles de almendras, chocolate, achachairú y mango de forma natural. También se encuentran los yacimientos de oro como en la serranía de San Simón. 

## Municipios
La provincia está dividida en tres municipios:
- Magdalena: capital y municipio más poblado
- Baures
- Huacaraje